# Muzeum Historii Naturalnej w Paryżu
Muzeum Historii Naturalnej w Paryżu (fr. Muséum national d’Histoire naturelle) – jedno z największych na świecie muzeów przyrodniczych.

## Historia
Założone 10 czerwca 1793 na bazie zbiorów Królewskiego Ogrodu Roślin Leczniczych (Jardin royal des plantes médicinales), założonego przez Ludwika XIII w 1635 i gromadzącego bogate zbiory z dziedziny szeroko rozumianej przyrody, zwłaszcza za czasów dyrekcji Buffona.

## Działalność
Główną rolą muzeum, od momentu powstania jest działalność naukowa oraz dokumentacja odkryć (gromadzenie zbiorów). Podrzędną rolę odgrywa działalność ekspozycyjno-popularyzatorska, choć jest ona najbardziej znaną formą aktywności muzeum.
Posiada siedem wydziałów: klasyfikacji i ewolucji; molekularnego zróżnicowania, środowisk i populacji wodnych; ekologii i bioróżnorodności; historii Ziemi; człowieka, natury i społeczeństwa oraz prehistorii. Oprócz tego w skład muzeum wchodzą: galerie roślin, ogrody botaniczne i kilka zoologicznych oraz Muzeum Człowieka. Poszczególne wydziały rozmieszczone są w różnych miejscach Paryża.